# Plagiotremus flavus
Plagiotremus flavus är en fiskart som beskrevs av Smith-vaniz, 1976. Plagiotremus flavus ingår i släktet Plagiotremus och familjen Blenniidae. Inga underarter finns listade i Catalogue of Life.